# AL Большой Медведицы
AL Большой Медведицы (лат. AL Ursae Majoris) — одиночная переменная звезда в созвездии Большой Медведицы на расстоянии (вычисленном из значения параллакса) приблизительно 44375 световых лет (около 13605 парсеков) от Солнца. Видимая звёздная величина звезды — от +16,5m до +15,5m.

## Характеристики
AL Большой Медведицы — пульсирующая переменная звезда типа RR Лиры (RRAB).